# حشره‌خوار گوش‌کوچک مکزیکی خاکستری
 حشره‌خوار گوش‌کوچک مکزیکی خاکستری (نام علمی: Cryptotis obscura) نام یک گونه از سرده حشره‌خوار گوش‌کوچک است.